# مارلي ماتلن
مارلي بيث ماتلين (بالإنجليزية: Marlee Matlin) (من مواليد 24 أغسطس 1965) هي ممثلة ومؤلفة وناشطة أمريكية. فازت بجائزة الأوسكار لأفضل ممثلة أبناء الصمت (1986) وحتى الآن هي الفنانة الوحيدة من الصم التي فازت بجائزة الأوسكار. فازت عن عملها في السينما والتلفزيون بجائزة غولدن غلوب مع ترشيحين إضافيين وأربعة ترشيحات لجائزة إيمي. أصبحت صماء منذ أن كان عمرها 18 شهرًا بسبب المرض والحمى الشديدة،  وهي أيضًا عضو بارز في الرابطة الوطنية للصم (الولايات المتحدة). مترجمها لوقت طويل هو جاك جيسون.

## حياتها المبكرة
ولدت ماتلين في مورتون جروف ، إلينوي، والدتها ليبي ووالدها دونالد ماتلين (1930-2013)، والذي كان تاجر سيارات.
فقدت كل السمع في أذنها اليمنى و 80 ٪ من السمع في أذنها اليسرى في سن 18 شهرا. في سيرتها الذاتية وعنوانها سأصرخ لاحقًا (بالإنجليزية: I'll Scream Later)، تشير إلى أن فقدان السمع قد يكون بسبب قوقعة أذنها المشوهة وراثياً. هي العضو الأصم الوحيد في عائلتها. نشأت هي وشقيقاها الأكبر سناً، إريك ومارك، في أسرة يهودية إصلاحية. جذور عائلتها موجودة في بولندا وروسيا. حضرت ماتلين كنيسًا للصم (جماعة بني شالوم)، وبعد دراسة اللغة العبرية صوتيًا، تمكنت من تعلم جزءا من التوراة لها من أجل بات متسفها. أجريت مقابلة معها لاحقًا لكتاب مازل توف: ذكريات بار وبات ميتسفا المشاهير.
كما مثلت في مسرح الأطفال منذ سبع سنوات مع مركز المم في شيكاغو. لعبت دور «دوروثي» في فيلم ساحر أوز (بالإنجليزية: The Wizard of Oz) (1974)، وشاركت في ماري بوبينس وبيتر بان عندما سافرت الشركة الصغيرة عبر إلينوي ونبراسكا وانديانا. في سن الثالثة عشرة، فازت ماتلين بالجائزة الثانية في مهرجان شيكاغو الدولي السنوي للفنون الإبداعية عن مقال بعنوان «إذا كنت نجمة سينمائية». في وقت لاحق خططت لمهنة في مجال العدالة الجنائية عندما بدأت حضور كلية هاربر جونيور في بالاتين، إلينوي.
تخرجت ماتلين من مدرسة جون هيرسي الثانوية في أرلينغتون هايتس ودرست في كلية هاربر.
في سيرتها الذاتية ، سأصرخ لاحقًا ، وصفت حالتي تحرش تعرضت لهما: من جليسة الأطفال في سن 11 عامًا، ومن قبل مدرسها في المدرسة الثانوية.

## حياتها المهنية
ظهرت ماتلين على المسرح لأول مرة في سن السابعة، في دور دوروثي في مسرح الأطفال التابع للمركز الدولي للصمم ‏ والفنون (مسرحية ساحر أوز) ،  واستمرت في الظهور مع مجموعة مسرح الأطفال ICODA طوال طفولتها.
أدى اكتشاف هنري وينكلر لها خلال أحد عروضها المسرحية في ICODA في نهاية المطاف إلى ظهورها في فيلمها الأول في أبناء الصمت (1986). تلقى الفيلم مراجعات إيجابية بشكل عام وكذا أداء ماتلين لدور سارة نورمان، وهي امرأة صماء مترددة في الكلام تقع في حب رجل يسمع: كتب ريتشارد شيكل من مجلة تايم «[ماتلين] لديها موهبة غير عادية لتركيز عواطفها - وعواطف الجمهور - في حركات يدها. ولكن هناك شيء أكثر هنا، ذكاء مضحك، خفة دم شرسة ولكن ليست مُبعدة، حيث الأفلام، مع قدرتها الشهيرة على تصوير الفكر، تكتشفها في عروض قليلة جدًا.»  كما أعجب روجر ايبرت من صحيفة شيكاغو صن تايمز بماتلين، حيث كتب قائلاً: «تمسك بنفسها ضد القوة القوية التي تتعامل معها، وهي تمثل مشاهد بشغف وخوف مؤلم تقريبًا من الرفض والأذى، وهذا هو حقًا معنى التمرد»،  بول أتاسانيو من الواشنطن بوست :«إن التحدي الأكثر وضوحًا للدور هو التواصل دون التحدث، لكن ماتلين ترتفع إليها بنفس الطريقة التي فعلها نجوم العصر الصامت - إنها تمثل بعينيها، وبإيماءاتها.»  مُنحت عن «أطفال الصمت» جائزة غولدن غلوب لأفضل ممثلة في دراما وجائزة الأكاديمية لأفضل ممثلة. لم تزل ماتلين في سن 21 عامًا في ذلك الوقت، أصغر ممثلة تحصل على جائزة الأوسكار في فئة أفضل ممثلة. إنها لا تزال المستلم الوحيد لجائزة الأوسكار للصم في أي فئة.
بعد ذلك بعامين، ظهرت كضيف في شارع السمسم مع بيلي جويل وهو يغني نسخة منقحة من أغنية " Just the Way You Are " من كلمات توني جايس.   استخدمت ماتلين لغة الإشارة أثناء الأغنية وعانقت أوسكار ذا غروش خلال نهاية الأغنية. بعد عام واحد من ذلك، دعاها بيلي جويل لأداء مقطع فيديو له بعنوان «لم نبدأ إطلاق النار».
في عام 1989، مثلت ماتلين دور أرملة صماء في الفيلم التلفزيوني Bridge to Silence جسر للصمت . في هذا الدور، تحدثت بالإضافة إلى استخدام لغة الإشارة. لم تحب مجلة بيبول الفيلم، لكنها أثنت على أعمال ماتلين، وكتبت، "إن ماتلين الجميلة، المؤثرة عاطفيا جيدة للغاية بالنسبة لهذا الانحدار حسن النية. تم ترشيحها لجائزة جولدن جلوب لعملها كدور رئيسي للإناث في المسلسل التلفزيوني شكوك معقولة (1991-1993). تم ترشيحت ماتلين لجائزة إيمي عن ظهورها كضيفة في Picket Fences (1992) وأصبحت منتظمة في هذه السلسلة خلال موسمها الأخير (1996). قامت بدور كاري باك في الدراما التليفزيونية عام 1994 ضد إرادتها: قصة كاري باك ، بناءً على قضية المحكمة العليا للولايات المتحدة في قضية باك ضد. بيل . في هذا الدور، صورت ماتلين امرأة تسمع لأول مرة في حياتها المهنية، والذي جلب لها ترشيح CableACE لأفضل ممثلة.
أدت ماتلين في وقت لاحق أدوارا متكررة في الجناح الغربي ، والقرائن الزرقاء . تشمل ظهوراتها التلفزيونية الأخرى سينفيلد («حلقة قارئة الشفاه»)، الحدود الخارجية («الرسالة»)، ER ، ذا براكتيس، والقانون والنظام: وحدة الضحايا الخاصة . تم ترشيحها لجوائز إيمي برايمتايم لظهورها كضيف في سينفيلد ، القانون والنظام: وحدة الضحايا الخاصة ، وذا براكتيس .

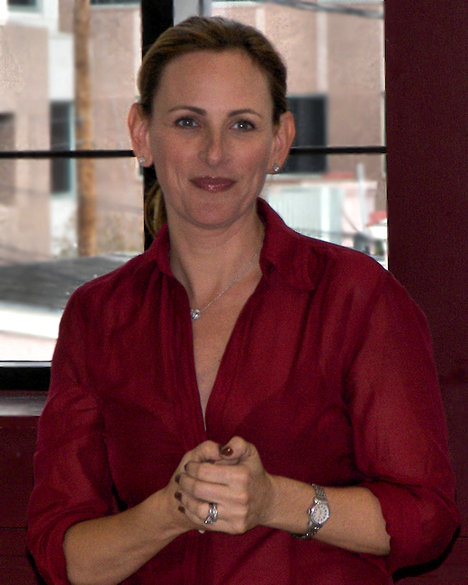
ماتلين في مهرجان تكساس للكتاب لعام 2007 للترويج لأحد أعمالها

في عام 2002، نشرت ماتلين روايتها الأولى، بعنوان عبور طفل أصم (بالإنجليزية: Deaf Child Crossing) ، والتي كانت مبنية بشكل عام على طفولتها. كتبت فيما بعد ونشرت تكملة بعنوان لا أحد مثالي ، تم إنتاجها على خشبة المسرح في مركز جون إف كينيدي للفنون الأدائية بالشراكة مع VSA Arts في أكتوبر 2007. في عام 2004، قامت ببطولة فيلم " ماذا نعلم؟" ‏ في دور أماندا. وفي عام 2003 أيضًا، قدمت مهرجان سينما الصم السنوي الثالث في شيكاغو.
في عام 2006، لعبت دور والدة صماء في ربات بيوت يائسات . كان لها دور متكرر بصفتها جوي تيرنر (التي قدمت العديد من النكات حول صمم ماتلين) كمدافعة عامة في اسمي إيرل ولعبت أم أحد الضحايا في حلقة من CSI: NY . في نفس العام، مثلت في الموسم الرابع من The L Word باسم جودي ليرنر. ظهرت في الموسم الرابع (2007)، والموسم الخامس (2008)، والموسم السادس (2009) كصديقة لأحد الأبطال، بيت بورتر، الذي الذي قامت به جينيفر بيلز.  
في 4 فبراير 2007 و 7 فبراير 2016، ترجمت ماتلين «النشيد الوطني الأمريكي» بلغة الإشارة الأمريكية في بطولة Super Bowl XLI في ميامي، فلوريدا، وفي بطولة Super Bowl 50 في سانتا كلارا ، كاليفورنيا، على التوالي. في يناير 2008، ظهرت في نيب/تيك كمديرة تليفزيونية.
في عام 2008، شاركت ماتلين كمنافس في الموسم السادس من قناة ABC للرقص مع النجوم. شريكها في الرقص كان الوافد الجديد فابيان سانشيز. ماتلين وسانشيز هما الزوجان السادسان اللذان تم استبعادهما من المنافسة.
في 6 مايو 2009، تلقت متلين نجمة على ممشى المشاهير في هوليوود.
في 8 نوفمبر، 2009، ظهرت ماتلين في البرنامج الكوميدي Seth & Alex's Almost Live Comedy ، الذي استضافه سيث ماكفارلن وألكس بورستين. بعد أن قامت بورستين بتقليد ماتلين أثناء طلبها MovieFone وغنائها «بوكر فيس»، ظهرت ماتلين بنفسها وبدأت في لعبة كوميديا ضد بورستين بسبب سخريتها، وكيف أنها لم تتم دعوتها لتقديم صوتها الخاص بنفسها لـ فاميلي غاي. تابعت ماتلين أداء صوت ستيلا، زميلة بيتر غريفين، في حلقة الموسم العاشر «الجانب الأعمى؛» ستيلا أصبحت لاحقا شخصية متكررة.
في عام 2010، أنتجت ماتلين برنامجًا واقعيا تجريبيًا بعنوان «عائلتي الصماء»، والذي قدمته إلى العديد من مديري الشبكات الوطنية. على الرغم من أنهم أبدوا اهتمامهم، لملم تشتر أي شبكة حقوق عرضه. في 29 مارس 2010، قامت ماتلين بتحميل البرنامج التجريبي على يوتيوب وأطلقت حملة تسويقية كبيرة.
في 26 تموز (يوليو) 2010، عبرت ماتلين بالإشارة خطابًا في حدث الاحتفال بالذكرى العشرين لقانون الأمريكيين ذوي الإعاقة.
في العام التالي، وصلت ماتلين في النهائي في برنامج NBC The Celebrity Apprentice ، حيث تنافست على كسب المال من أجل جمعيتها الخيرية، مؤسسة Starkey Hearing Foundation ،  حيث احتلت المركز الثاني. ومع ذلك، في إحدى حلقات برنامج The Celebrity Apprentice ، «فن الصفقة»، الذي تم بثه في 3 أبريل 2011، جمعت أموالًا أكثر مما جُمع للأعمال الخيرية في أي وقت مضى في حدث واحد على أي برنامج تلفزيوني من قبل، 986000 دولار. تبرع دونالد ترامب، الذي كان آنذاك يستضيف The Celebrity Apprentice ، بمبلغ إضافي قدره 14000 دولار لجعل المساهمة مليون دولار.
في عام 2013، لعبت ماتلين دورها في فيلم No Ordinary Hero: The SuperDeafy Movie ‏ ليس بطلا عاديا: فيلم الصماء الخارقة. اعتبارًا من يناير 2015، عملت ماتلين أيضًا كسفير المشاهير في اتحاد الحريات المدنية الأمريكي لحقوق الإعاقة.
بصفتها «سفيرًا مشهورًا» لدى اتحاد الحريات المدنية الأمريكي، وفي محاولة لسد الفجوة بين تطبيق القانون ومجتمع الصم، ناقشت ماتلين حواجز الاتصال عندما يتم إيقاف الأفراد الصم من قبل الشرطة.
لعبت ماتلين شخصية متكررة بدور ميلودي بليدسو في بُدّل عند الولادة . في سبتمبر 2015، ظهرت لأول مرة في برودواي في إنتاج إحياء صحوة الربيع الموسيقية.
بدءًا من عام 2017، لعبت ماتلين دور هاريِت المتكرر في مسلسل الخيال العلمي التلفزيوني السحرة.
في 31 يوليو عام 2017، تم الإعلان من قبل ديدلاين أن ماتلين انضمت بصورة منتظمة في السلسلة في الموسم الثالث من كوانتيكو . لعبت دور البطولة في دور وكيل مكتب التحقيقات الفيدرالي السابق جوسلين تيرنر.

## الحياة الشخصية
تشارك ماتلين بنشاط مع عدد من المنظمات الخيرية، بما في ذلك Easter Seals (حيث تم تعيينها عضوًا فخريًا في مجلس الإدارة)، ومؤسسة الأطفال المتأثرين بالإيدز، ومؤسسة Elizabeth Glaser Pediatric AIDS ، و VSA arts ، والصليب الأحمر وCelebrity Cabinet  تم تعيينها من قبل الرئيس كلينتون في عام 1994 في مؤسسة الخدمة الوطنية وشغلت منصب رئيس الأسبوع الوطني للمتطوعين. كانت ماتلين مشاركًا في أول حملة إعلانية تليفزيونية وطنية تدعم التبرعات للاتحادات اليهودية. تضمن البرنامج «شخصيات سينمائية وتلفزيونية تحتفل بتراثها اليهودي وتشجع العطاء الخيري للمجتمع اليهودي» وشملت جريج جرونبرج وجوشوا مالينا وكيفن وايزمان وجوناثان سيلفرمان.

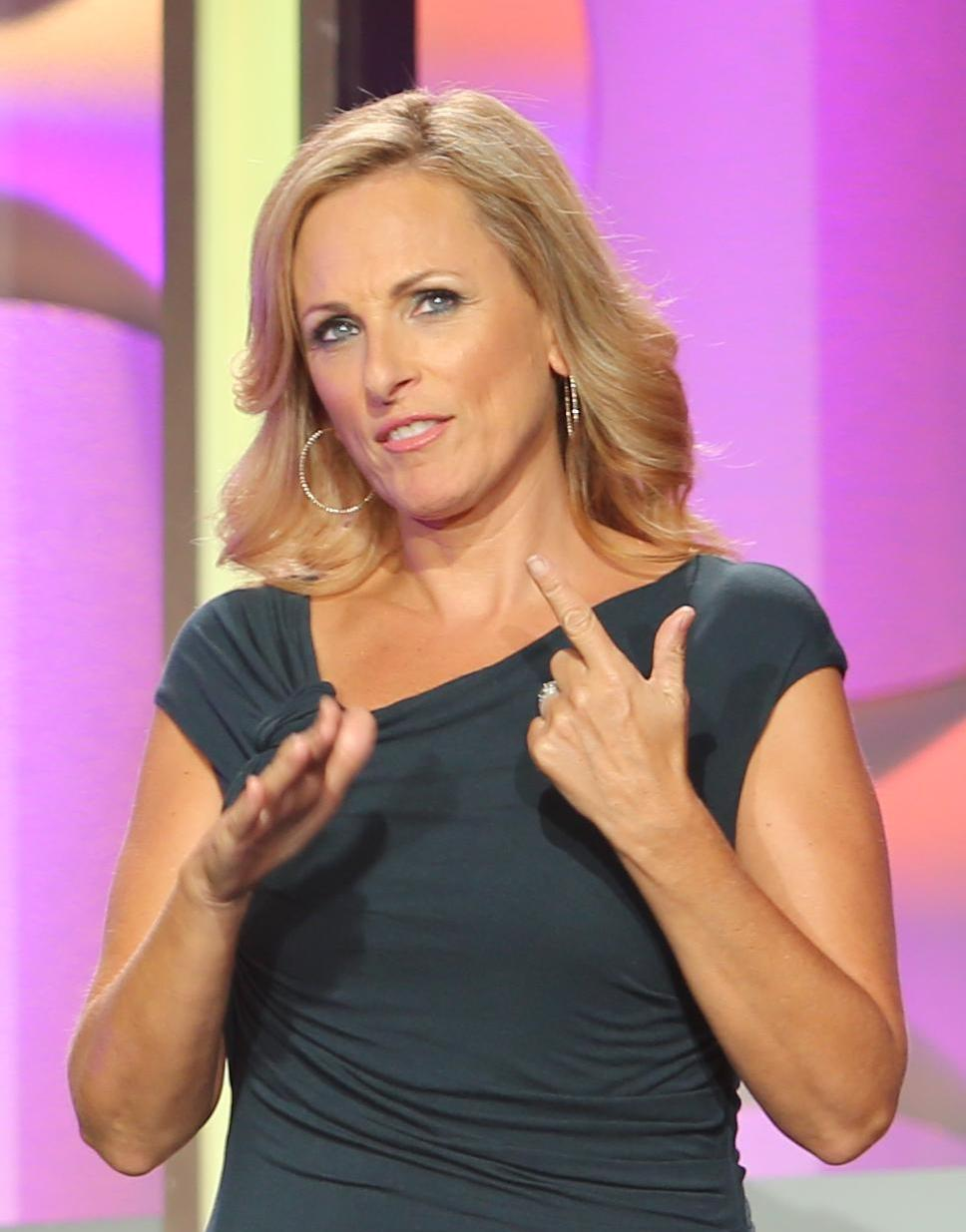
ماتلين كواحدة من المقدمين في حفل جوائز AHA Hero Dog 2014

حصل ماتلين على درجة الدكتوراه الفخرية في الآداب الإنسانية من جامعة جالوديت في عام 1987. في أكتوبر 2007، تم تعيينها في مجلس أمناء جامعة جالوديت. في عام 1988، حصلت على جائزة Samuel S. Beard Award لأفضل خدمة عمومية من قبل فرد يبلغ من العمر 35 عامًا أو أقل، وهي جائزة تمنحها سنويًا جوائز Jefferson Awards.
حضرت ماتلين حفل توزيع جوائز الأوسكار لعام 1987 كمقدمة لتقديم جائزة الأوسكار لأفضل ممثل. بعد ترجمة المقدمة للغة الإشارة الأمريكية، قالت بصوت عال «أسماء المرشحين» واسم مايكل دوجلاس، الفائز.
في 14 أبريل 2009، أصدرت ماتلين سيرة ذاتية بعنوان سأصرخ لاحقًا . فيها، تصف تعاطيها المخدرات وكيف دفعها ذلك إلى إدخال نفسها في مركز بيتي فورد للتعافي من الإدمان. كما تتحدث عن علاقتها المضطربة التي استمرت عامين مع شريكها في بطولة أطفال الصمت وليام هيرت، الذي تزعم أنه كان يسيء لها بدنياً. كما تتناول الاعتداء الجنسي الذي عانت منه وهي طفلة على يد جليستها.
تتمتع بحس فكاهة حول صممها: "غالبًا ما أتحدث مع الناس عبر مكبرات الصوت الخاصة بي، وبعد 10 دقائق أو هكذا يقولون،" انتظر لحظة، مارلي، كيف يمكنك سماعي؟ إنهم ينسون أن لدي مترجم فوري يقوم بالإشارة لي وهم يتحدثون. لذلك أقول، "أتعرف ماذا؟ أستطيع أن أسمع أيام الأربعاء. "" 
لطالما كانت ماتلين مناصرة قوية لحقوق الأشخاص الصم، ولم تقبل الأدوار التلفزيونية إلا إذا التزم المنتجون بطبع نص الحديث على الأفلام، وظلوا منفتحين ويحترمون تفضيلات الاتصال بالإشارة والمحادثة على حد سواء، وتعزيز معدات الهاتف المصممة خصيصًا للأشخاص الصم. وقد أدلت بشهادتها أمام لجنة العمل والموارد البشرية في مجلس الشيوخ لدعم إنشاء المعهد الوطني لاضطرابات الصمم والاتصال. وقد نشطت ماتلين أيضًا في مكافحة الإيدز، و «جوائز النصر» للمستشفى الوطني لإعادة التأهيل، وغيرها من القضايا.
في عام 1991، حصلت ماتلين على جائزة Bernard Bragg * لإنجازات الفنانين الشباب في مهرجان الفنون الإبداعية الدولي السنوي الذي يرعاه مركز الصمم في شيكاغو.

### الزواج
تزوجت ماتلين من ضابط شرطة بوربانك، واسمه كيفن غراندالسكي، في 29 أغسطس 1993، في منزل الممثل هنري وينكلر، بعد خمسة أيام من عيد ميلادها الثامن والعشرين. التقيا للمرة الأولى أثناء تصويرها لمشهد من شكوك معقولة خارج أرض الاستوديو؛ كلف قسم الشرطة غراندالسكي لتأمين ومراقبة حركة المرور. لديهم أربعة أطفال: سارة (مواليد 1996)، براندون (مواليد 2000)، تايلر (مواليد 2002)، وإيزابيل (مواليد 2003).

## الجوائز
تقديراً لعملها الخيري ودعوتها لإدراج لدمج ذوي الإعاقة، حصلت ماتلين على جائزة Morton E. Ruderman لعام 2016، بما في ذلك مكافأة بقيمة 120,000 دولار تمنحها سنويًا جاي رودرمان من مؤسسة Ruderman Family Foundation لشخص واحد يتفوق عمله في تعزيز دمج ذوي الإعاقة. فازت بجوائز Henry Viscardi Achievement Award عن مناصرة قضايا الإعاقة في عام 2014. حصلت على جائزة الأوسكار لأفضل ممثلة عن أبناء الصمت، وحتى الآن هي الفنانة الصماء الوحيدة التي فازت بجائزة الأوسكار.

## الأعمال المنشورة
- Matlin، Marlee (2004). Deaf Child Crossing. New York: Simon & Schuster. ISBN:978-0689866968. مؤرشف من الأصل في 2020-10-03.
- Matlin، Marlee؛ Cooney، Doug (2007). Leading Ladies. New York: Simon & Schuster. ISBN:978-0689869877. مؤرشف من الأصل في 2022-04-20.
- Matlin، Marlee؛ Cooney، Doug (2007). Nobody's Perfect. New York: Simon & Schuster. ISBN:978-1416949763.
- Matlin، Marlee (2009). I'll Scream Later. New York: Simon Spotlight Entertainment. ISBN:978-1439102855.

## روابط خارجية
- الموقع الرسمي
- مارلي ماتلن على موقع IMDb (الإنجليزية)
- مارلي ماتلن على موقع الموسوعة البريطانية (الإنجليزية)
- مارلي ماتلن على موقع روتن توميتوز (الإنجليزية)
- مارلي ماتلن على موقع مونزينجر (الألمانية)
- مارلي ماتلن على موقع ألو سيني (الفرنسية)
- مارلي ماتلن على موقع ميوزك برينز (الإنجليزية)
- مارلي ماتلن على موقع تيرنر كلاسيك موفيز (الإنجليزية)
- مارلي ماتلن على موقع أول موفي (الإنجليزية)
- مارلي ماتلن على موقع قاعدة بيانات برودواي على الإنترنت (الإنجليزية)
- مارلي ماتلن على موقع قاعدة بيانات الأفلام السويدية (السويدية)